# 흰코뿔소
흰코뿔소(White rhinoceros)는 현존하는 가장 큰 코뿔소 종이다. 넓은 입을 가지고 있으며 방목에 사용된다. 모든 코뿔소 종 중에서 가장 사회적이다. 흰코뿔소는 약 16,803마리의 야생 동물로 추정되는 남부흰코뿔소와 훨씬 더 희귀한 북부흰코뿔소 두 아종으로 구성되어 있다. 북부 아종은 남아있는 개체 수가 매우 적으며, 2018년에 확인된 개체는 단 두 마리뿐이다(두 암컷 파투와 나진). 수단은 세계에서 마지막으로 알려진 수컷 북부흰코뿔소로, 2018년 3월 19일, 케냐에서 45세의 나이로 사망했다.

## 어원명

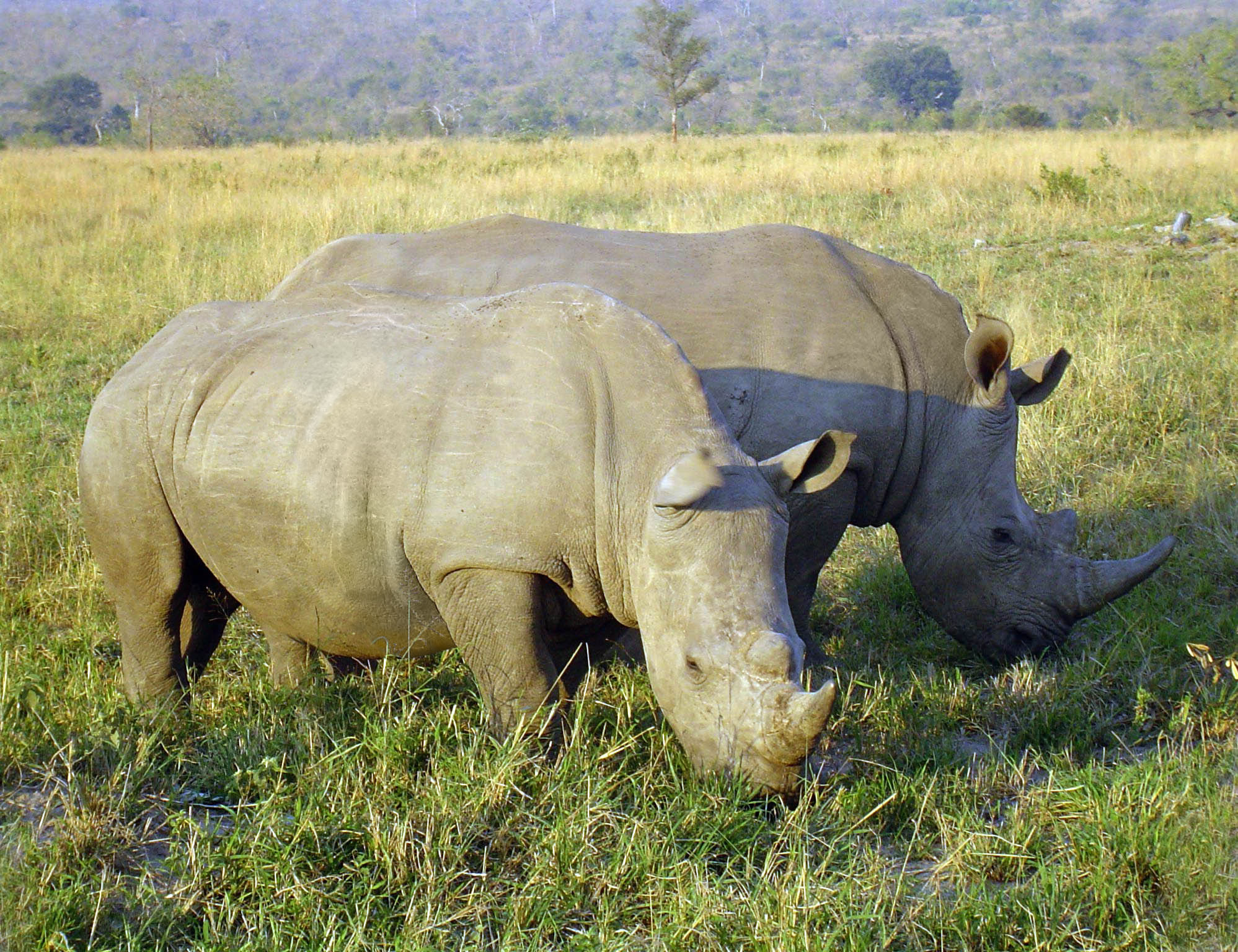
풀을 뜯어먹는 흰코뿔소

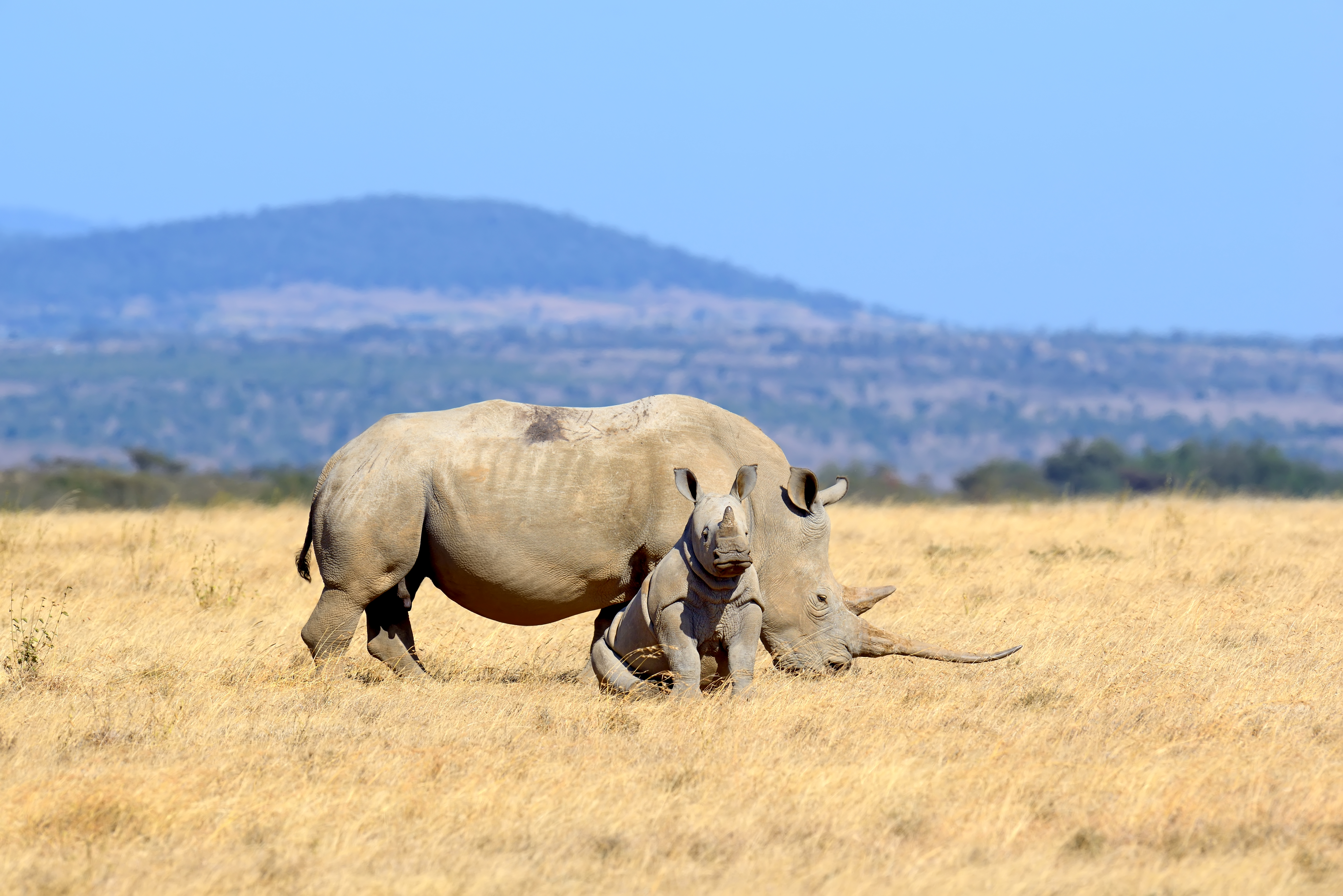
케냐 솔리오 보호구역의 흰코뿔소

"흰코뿔소"라는 이름의 기원에 대한 널리 알려져 있지만 널리 신뢰받지 못하는 이론 중 하나는 네덜란드어에서 영어로 잘못 번역된 것이다. 영어 단어 "White(흰색)"은 영어로 "wide(넓다)"는 뜻의 네덜란드어 단어 "wijd"를 잘못 번역하여 유래한 것으로 알려져 있다. "넓다"라는 단어는 코뿔소의 입의 너비를 의미한다. 그래서 남아프리카 공화국의 초기 영어권 정착민들은 "wijd"를 "흰색"으로 잘못 해석했고, 입이 넓은 코뿔소는 흰코뿔소라고 불리게 되었고, 입이 좁고 뾰족한 코뿔소는 검은코뿔소라고 불리게 되었다. 아이러니하게도 네덜란드어 (그리고 아프리칸스어)는 나중에 영어 단어의 번역차용을 사용했으며, 현재는 흰코뿔소라고도 부른다. 이는 이 단어의 기원이 네덜란드 작가들에 의해 성문화되기 전이었음을 시사한다. 코뿔소에 대한 네덜란드어와 아프리칸스어 문헌을 검토한 결과, wijd라는 단어가 구강 외에서 코뿔소를 묘사하는 데 사용되었다는 증거를 제시하지 못했다.
더 정확하지만 거의 사용되지 않는 흰코뿔소의 다른 이름은 사각입코뿔소이다. 1868년 동물학자 존 에드워드 그레이가 붙인 흰코뿔소의 일반적인 이름인 세라토테리움(Ceratotherium)은 그리스어 케라스(κέρας) "뿔"과 테리온(θηρίον) "짐승"에서 유래했다. 시뭄(Simum)은 그리스어로 "평평평한 코"를 의미하는 시모스(σιμός)에서 유래했다.

## 분류학 및 진화

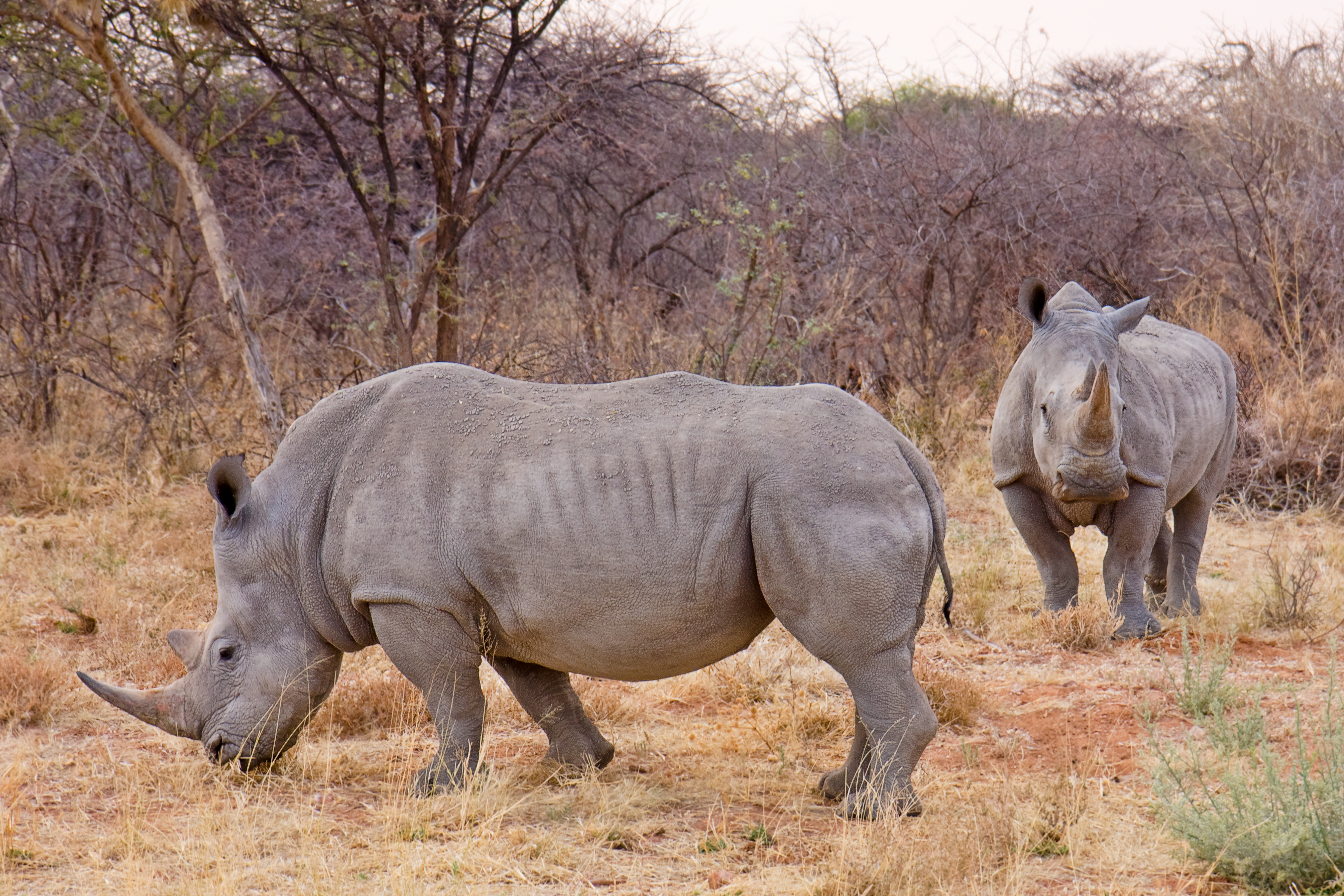
나미비아 워터버그 국립공원 근처의 남부 흰코뿔소

오늘날 흰코뿔소는 약 700만 년 전에 살았던 세라토테리움 프레콕스(Ceratotherium praecox)의 후손일 가능성이 높다고 한다. 이 흰코뿔소의 유해는 케이프타운 인근 랑게바안웨그에서 발견되었다. 그러나 데니스 제라드가 아프리카에서 코뿔소 화석을 검토한 결과, 랑게바안웨그의 종은 세라토테리움 속에 속하지만 세라토테리움 프레콕스가 아닌 세라토테리움 프레콕스의 표본임을 시사했다. 이는 세라토테리움 프레콕스가 검은코뿔소와 더 밀접한 관련이 있다는 점을 고려할 때 실제로는 디케로스 프레콕스(Diceros praecox)여야 한다는 것을 의미한다. 그러나 세라토테리움 프레콕스가 실제로 디케로스 프레콕스라면 두개골이 짧을수록 연한 잎을 먹는 종을 나타낼 수 있다. 남아프리카 공화국의 마카판스가트에서 발견된 세라토테리움에 할당된 화석의 치아에서 탄소 동위 원소를 분석한 결과, 연구진은 이 동물들이 식단에서 30% 이상의 브라우징을 섭취했다고 결론지었으며, 이는 풀만 먹는 현존하는 세라토테리움 시뭄의 화석이 아님을 시사한다.

### 남부흰코뿔소
2021년 기준으로 야생에는 약 15,940마리의 남부흰코뿔소가 서식하고 있으며, 이들은 세계에서 가장 풍부한 코뿔소 아종이다. 남부흰코뿔소의 수는 다른 모든 코뿔소 아종을 합친 것보다 많다. 남아프리카 공화국은 이 아종의 거점으로, 2021년에 12,968마리가 기록되었다. 나미비아, 보츠와나, 짐바브웨, 우간다, 에스와티니에는 이 종의 역사적 범위 내에서 재도입된 개체 수가 적고, 모잠비크에는 소수의 개체 수가 남아 있다. 또한 케냐와 잠비아에도 이전 종의 범위를 벗어난 개체 수가 도입되었다.

### 북부흰코뿔소

케냐 올페제타 보호구역의 북부흰코뿔소

북부흰코뿔소 또는 북부사각입코뿔소는 심각한 멸종위기에 처해 야생에서 멸종된 것으로 간주된다. 사하라 이남 아프리카의 동아프리카와 중앙아프리카 여러 나라에서 발견된 이 아종은 초원과 사바나 숲에서 방목하는 동물이다.
처음에는 체코의 드브부르크랄로베 동물원에 북부흰코뿔소 여섯 마리가 살았다. 여섯 마리의 코뿔소 중 네 마리 (이 아종의 유일한 번식 동물이기도 함)는 케냐의 올페제타 보호구역으로 옮겨졌으며, 과학자들은 이 코뿔소들이 성공적으로 번식하여 이 아종을 멸종위기에서 구할 수 있기를 바랐다. 체코에 남아 있던 두 마리 중 한 마리는 2011년 5월 말에 사망했다. 자연 교미가 가능한 마지막 두 마리의 수컷 북부흰코뿔소는 모두 2014년에 사망했다(하나는 10월 18일, 케냐에서, 다른 하나는 12월 15일, 미국 샌디에이고에서 사망). 2015년 케냐 정부는 밀렵꾼을 막기 위해 올페제타 아종의 마지막 남은 수컷을 24시간 무장 경비 하에 두었지만, 2018년 3월 19일, 노령으로 인한 여러 건강 문제로 인해 올페제타 단지에 두 마리의 소만 살아남아 있다. 직원들은 마지막 수컷의 정액으로 남은 소를 수정할 수 있기를 희망하지만, 코뿔소의 나이 때문에 정액이 선호되지 않다.
계통 발생 종 개념에 따라 최근 연구에 따르면 북부흰코뿔소는 이전에 생각했던 흰코뿔소의 아종이 아닌 다른 종이라는 가설이 제기되었다. 이 경우 북부 흰코뿔소의 정확한 학명은 세라토테리움 코토니(Ceratotherium cottoni)이여야 한다. 뚜렷한 형태학적 및 유전적 차이는 제안된 두 종이 최소 백만 년 동안 분리되어 있음을 시사한다. 그러나 연구 결과는 다른 과학자들에 의해 보편적으로 받아들여지지 않았다.

## 묘사
흰코뿔소는 현존하는 다섯 종의 코뿔소 중 가장 큰 종이다. 평균 체중 기준으로 흰코뿔소는 현존하는 코끼리 세 종에 불과하며, 오늘날 살아있는 가장 큰 육상 동물이자 육상 포유류이다. 이 두 종 사이에는 상당한 질량이 겹치지만 평균적으로 하마보다 약간 더 무겁다. 몸집이 크고 머리가 크고 목이 짧고 가슴이 넓다.
머리와 몸통 길이는 수컷 흰코뿔소에서 3.7~4m, 암컷 흰코뿔소에서 3.35~3.65m이며 꼬리는 70cm를 더 더하고 어깨 높이는 수컷 흰코뿔소에서 170~186cm, 암컷 흰코뿔소에서 160~177cm이다. 수컷 흰코뿔소는 평균 약 2,000~2,300kg으로 암컷 흰코뿔소보다 무겁고 평균 약 1,600~1,700kg이다.  이 종이 얻을 수 있는 가장 큰 크기는 확실하게 알려져 있지 않으며, 최대 3,600kg의 표본은 신뢰할 수 있는 것으로 간주되지만 최대 4,500kg의 더 큰 크기는 주장되었지만 검증되지 않았다. 주둥이에는 두 개의 뿔 모양의 성장이 있으며, 하나는 서로 뒤에 있다. 이들은 단단한 케라틴으로 만들어지며, 뼈가 단단한 코어를 가진 케라틴인 소과 (소와 그 친척들)의 뿔과 단단한 뼈인 사슴 뿔과는 다르다. 뿔의 평균 무게는 약 4.0kg이다.
앞뿔은 더 크고 평균 길이가 60cm로 최대 166cm에 이르지만 암컷 흰코뿔소에서만 발견된다. 흰코뿔소의 목 뒤쪽에는 눈에 띄는 혹이 있다. 네 개의 그루터기 발에는 각각 세 개의 발가락이 있다. 몸 색깔은 황갈색에서 청회색까지 다양하다. 털은 귀 가장자리와 꼬리 털뿐이다. 흰코뿔소는 방목에 사용되는 넓고 곧은 입을 가지고 있다. 귀는 소리를 내기 위해 독립적으로 움직일 수 있지만 무엇보다도 후각에 달려 있다. 냄새를 담당하는 후각 통로는 뇌 전체보다 크다. 흰코뿔소는 육상 동물 중 가장 넓은 콧구멍을 가지고 있다.

## 행동생태학
흰코뿔소는 풀을 뜯는 초식 동물이다. 초지와 사바나 서식지에서 발견된다. 가장 짧은 곡물을 선호하는 흰코뿔소는 가장 큰 순수 방목자 중 하나이다. 물이 있으면 하루에 두 번 마시지만 조건이 건조하면 물 없이 4~5일을 살 수 있다. 하루의 절반 정도는 먹고 3분의 1은 쉬고 나머지 하루는 다양한 일을 하며 보낸다. 모든 코뿔소 종과 마찬가지로 흰코뿔소도 진흙 구덩이에 누워 더위를 식히는 것을 즐긴다. 흰코뿔소는 사바나 초원의 구조와 생태계를 바꾼 것으로 추정다. 이에 비해 아프리카코끼리에 대한 연구에 따르면 과학자들은 흰코뿔소가 생태계된의 원동력이라고 생각한다. 거대 초식 동물의 파괴는 생태계에 심각한 연쇄적인 영향을 미치고 다른 동물에게 해를 끼칠 수 있다.

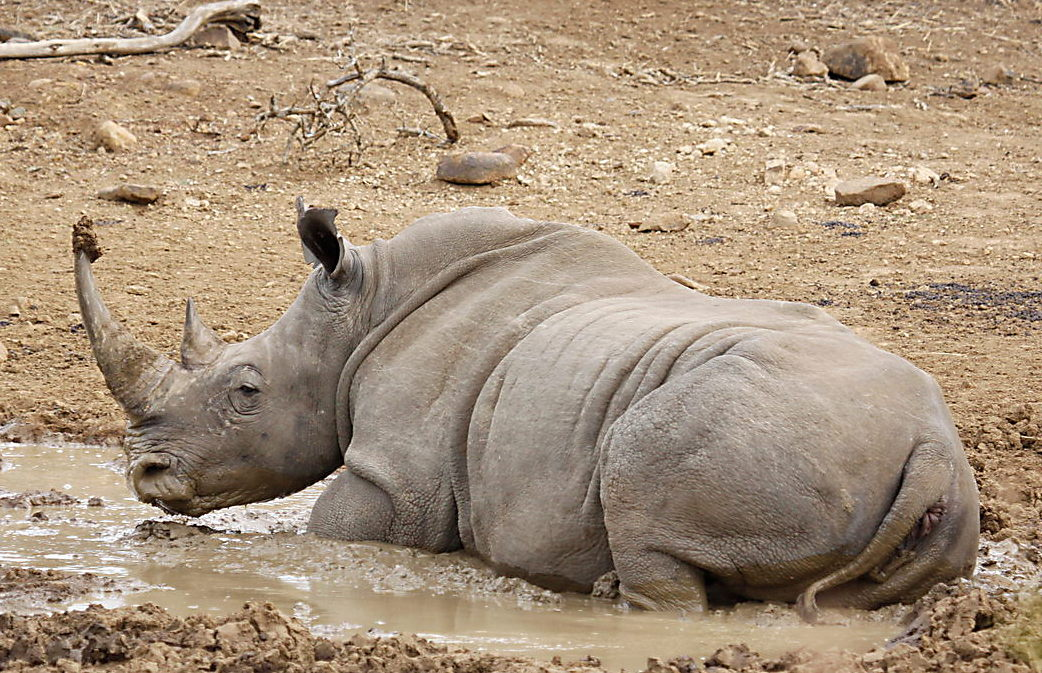
진흙탕에 웅크리고 있는 흰코뿔소

흰코뿔소는 헐떡이는 접촉 소리, 구애 중에 으르렁거림과 코웃음, 고통의 비명, 위협받을 때 깊은 큰소리나 으르렁거림 등의 소리를 낸다. 주로 수컷 흰코뿔소의 위협 표시에는 뿔을 바닥에 닦고 귀를 뒤로 젖힌 채 고개를 숙인 자세, 으르렁거리는 위협, 공격을 받으면 비명 등이 포함된다. 두 종의 발성은 서로 다르며, 각 종의 개별 흰코뿔소 간의 헐떡이는 접촉 소리도 다를 수 있다. 이러한 울음소리의 차이는 흰코뿔소가 서로를 식별하고 장거리에서 의사소통하는 데 도움이 된다. 흰코뿔소는 빠르고 민첩하며 시속 50km로 달릴 수 있다.
흰코뿔소는 최대 14마리의 동물 (보통 암컷)이 충돌하거나 무리를 지어 생활한다. 성체 이하의 수컷들은 주로 성체 암컷과 함께 모인다. 대부분의 성체 수컷은 혼자이다. 우두머리 수컷은 배설물과 소변으로 자신의 영역을 표시한다. 배설물은 잘 정의된 더미에 놓여 있다. 지나가는 흰코뿔소에게 자신의 영역임을 알리기 위해 20~30개의 더미가 있을 수 있다. 코뿔소의 영역을 표시하는 또 다른 방법은 덤불이나 땅에 뿔을 닦고 소변을 뿌리기 전에 발로 긁어내는 것이다. 코뿔소는 영역을 순찰하는 동안 한 시간에 약 10번 정도 이 작업을 한다. 분사하지 않고 소변을 표시하는 것과 동일한 의식도 일반적으로 사용된다. 영토 담당하는 수컷은 영토 경계 주변에서 30m마다 긁어서 표시한다. 종속 수컷은 영역을 표시하지 않다. 암컷과의 교미권을 놓고 가장 심각한 싸움이 벌어진다. 암컷의 영역은 광범위하게 겹치며 암컷은 이를 방어하지 않다.

### 번식
암컷 흰코뿔소는 6~7세에 성적 성숙에 도달하는 반면 수컷 흰코뿔소는 10~12세 사이에 성적 성숙에 도달한다. 구애는 종종 어려운 일이다. 수컷 흰코뿔소는 소가 공격적으로 행동하는 지점을 넘어 암컷 흰코뿔소에게 접근할 때 신호를 보낸다. 수컷 흰코뿔소는 소가 자신의 영역을 벗어나려고 하면 크게 소리치거나 울면서 암컷 흰코뿔소의 길을 쫓거나 막는다. 짝짓기를 할 준비가 되면 암컷 흰코뿔소는 꼬리를 말리고 30분 동안 교미하는 동안 뻣뻣한 자세를 취한다. 번식 쌍은 서로 다른 길을 떠나기 전까지 5~20일 동안 함께 지낸다. 흰코뿔소의 임신 기간은 16개월이다. 한 마리의 새끼 흰코뿔소가 태어나며 보통 40~65kg이다. 새끼 흰코뿔소는 생후 2~3일 동안 불안정한다. 위협을 받으면 아기는 어미 앞으로 달려가 새끼 흰코뿔소를 매우 보호하고 격렬하게 싸울 것이다. 젖을 떼는 것은 2개월부터 시작되지만 새끼 흰코뿔소는 12개월 이상 젖을 빨기 시작할 수 있다. 흰코뿔소의 출생 간격은 2~3년이다. 출산 전에 어미는 현재의 새끼 흰코뿔소를 쫓아낸다. 흰코뿔소는 최대 40~50세까지 살 수 있다.
성체 흰코뿔소는 몸집 때문에 인간을 제외하고는 천적이 없으며, 어미의 존재와 단단한 피부 때문에 어린 코뿔소도 거의 공격을 받거나 먹히지 않다. 한 가지 예외적이고 성공적인 공격은 남아프리카 공화국의 말라 말라 사냥감 보호구역에서 1,540kg의 병든 수컷 흰코뿔소에 대한 사자의 자부심에 의해 발생했다.

## 분포

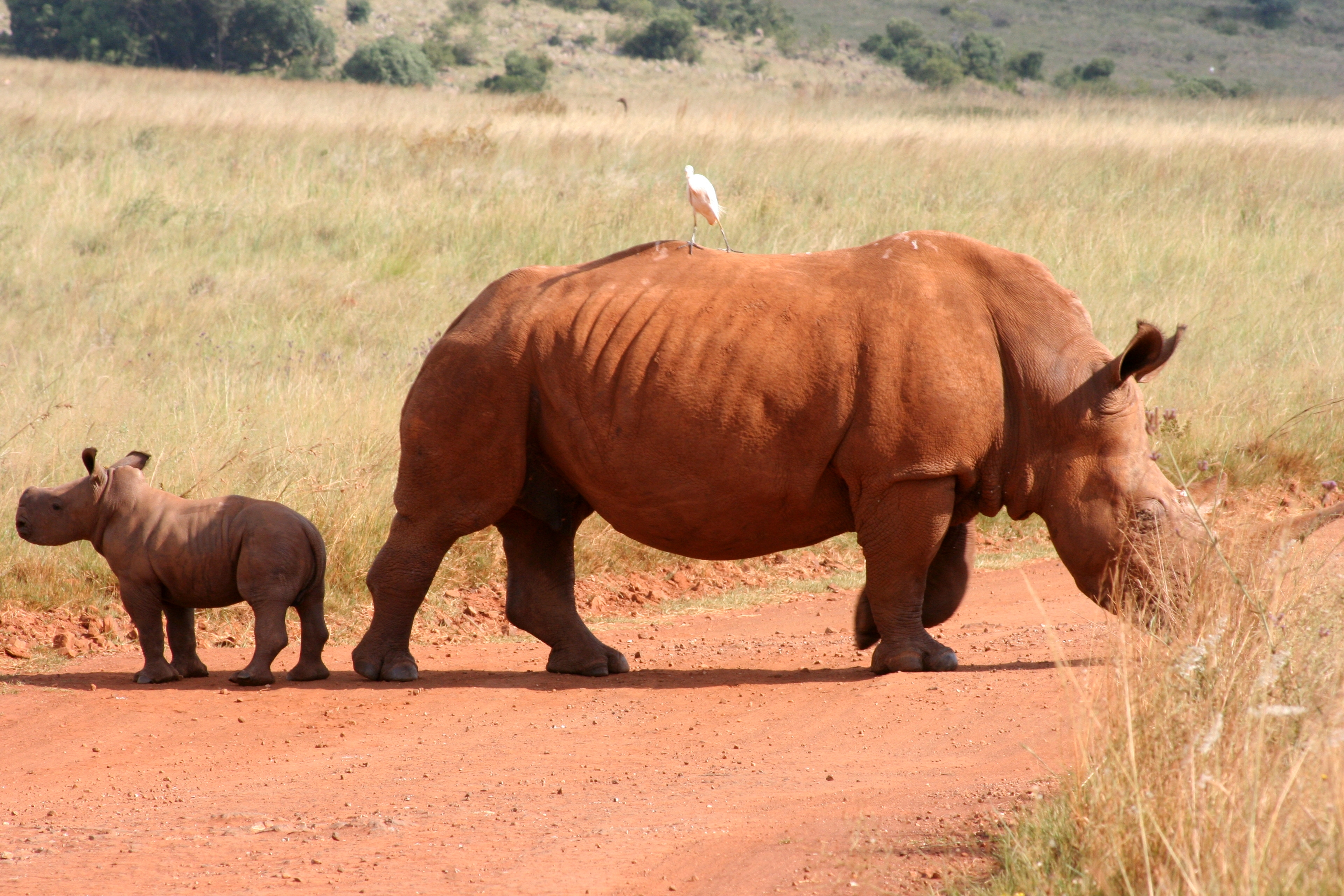
요하네스버그의 흰코뿔소 및 사자 자연 보호구역에서 어미와 함께한 어린 흰코뿔소

남부흰코뿔소는 남아프리카에 서식한다. 약 98.5%의 흰코뿔소가 남아프리카 공화국, 나미비아, 짐바브웨, 케냐, 우간다 등 단 5개국 (남아프리카 공화국, 나미비아, 짐바브웨, 우간다)에만 서식한다. 20세기 초 멸종위기에 처했을 때 남부 아종이 엄청난 복귀를 했다. 2001년에는 야생에 11,670마리의 흰코뿔소가 서식하는 것으로 추정되었으며, 전 세계적으로 777마리가 더 사육되어 세계에서 가장 흔한 코뿔소가 되었다. 2007년 말까지 야생에 서식하는 남부흰코뿔소는 약 17,480마리로 증가했다(2008년 IUCN).
북부흰코뿔소는 이전에 우간다 북서부, 차드 남부, 수단 남서부, 중앙아프리카 공화국 동부, 콩고 민주 공화국 북동부의 일부 지역에 서식했다. 마지막으로 살아남은 야생 북부흰코뿔소의 개체군은 콩고 민주 공화국 가람바 국립공원에 속해 있거나 존재했지만, 2005년 8월, 아프리카 공원재단과 아프리카 코뿔소 전문가 그룹(ARSG)의 지시에 따라 지상 및 공중 조사를 통해 단 한 마리의 성체 수컷과 한 마리의 성체 수컷과 두 마리의 성체 암컷으로 구성된 그룹, 총 네 마리의 동물만 발견되었다. 2008년 6월에는 이 종이 야생에서 멸종했을 가능성이 있다는 보고가 있었다.
검은코뿔소와 마찬가지로 흰코뿔소도 서식지 손실과 밀렵의 위협을 받고 있으며, 가장 최근에는 잔자위드에 의해 위협받고 있다. 측정 가능한 건강상의 이점은 없지만, 뿔은 전통 의학과 보석으로 활용되고 있다.

## 밀렵

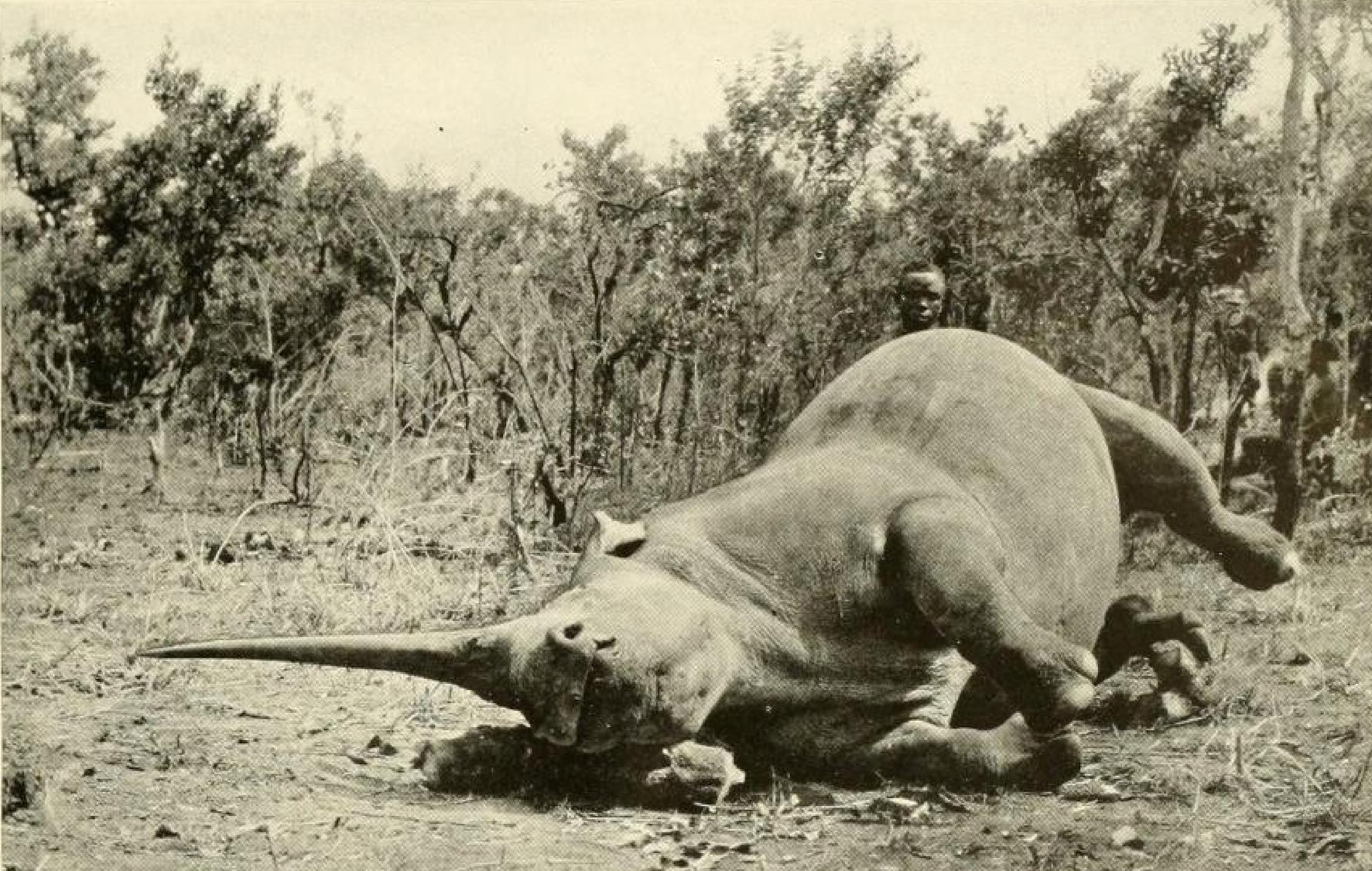
20세기 초, 총에 맞아 죽은 암컷 북부흰코뿔소

역사적으로 식민지 시대에는 흰코뿔소의 감소의 주요 요인이 통제되지 않는 사냥이었지만, 이제는 뿔을 잡기 위한 밀렵이 주요 위협이 되고 있다. 흰코뿔소는 시력이 매우 좋지 않고 일반적으로 무리를 지어 생활하는 크고 비교적 공격적이지 않은 동물이기 때문에 사냥에 특히 취약하다.
과학적 증거가 부족함에도 불구하고 코뿔소 뿔은 전통적인 아시아 의학에서 매우 중요하게 여겨지며, 미세한 가루로 갈거나 정제로 제조되어 코피, 뇌졸중, 경련, 발열 등 다양한 질병의 치료제로 사용된다. 이러한 수요로 인해 여러 고도로 조직화되고 수익성이 높은 국제 밀렵 조직이 생겨났고 야간 투시기, 침묵 무기, 다트 장비, 심지어 헬리콥터까지 다양한 첨단 기술로 밀렵 임무를 수행하게 되었다. 콩고 민주 공화국의 지속적인 분쟁과 주로 수단에서 온 밀렵꾼들의 침입으로 인해 남아있는 몇 안 되는 북부흰코뿔소를 보호하려는 노력이 더욱 차질을 빚고 있다.
2013년 흰코뿔소 밀렵률은 전년 대비 거의 두 배로 증가했다. 그 결과 흰코뿔소는 전체 개체 수가 2만 마리에 육박하면서 근처 위협 지위를 얻게 되었다. 아프리카 대부분의 지역에서 이 동물의 밀렵은 사실상 통제되지 않았고, 비폭력적인 성격으로 인해 밀렵에 취약한 상태이다. 흰코뿔소가 서식하는 4대 주요 국가 중 하나인 모잠비크는 밀렵꾼들이 상당히 많은 수의 흰코뿔소를 보유한 남아프리카 공화국으로 가는 통로로 이용되고 있다. 이곳에서는 코뿔소가 정기적으로 사냥되고 뿔이 밀반출된다. 2014년 현재 모잠비크는 흰코뿔소 밀렵을 경범죄로 규정하고 있다. 남아프리카 공화국의 크루거 국립공원의 흰코뿔소 개체 수는 2013년부터 2021년까지 60% 감소하여 약 3,529마리로 추정된다.
2017년 3월, 밀렵꾼들이 프랑스에 위치한 투아리 동물원에 침입했다. 빈스라는 이름의 남부흰코뿔소가 그의 울타리 안에서 총에 맞아 죽은 채 발견되었는데, 밀렵꾼들은 그의 뿔 중 하나를 제거하고 두 번째 뿔을 제거하려 했다. 유럽 동물원에서 코뿔소가 죽은 것은 이번이 처음인 것으로 추정된다.
많은 아프리카 국가에서 밀렵 방지 노력이 증가하고 있지만, 많은 밀렵꾼들은 여전히 엄청난 돈을 벌 수 있기 때문에 사형이나 징역형을 감수할 의향이 있다. 코뿔소 뿔은 아시아의 암시장에서 킬로그램당 수만 달러에 팔릴 수 있으며, 정확한 가격에 따라 금값보다 더 큰 가치를 가질 수 있다. 밀렵꾼들은 또한 소셜 미디어 사이트를 통해 인기 관광지 (예: 크루거 국립공원)의 코뿔소 위치에 대한 정보를 얻기 위해 의심하지 않는 관광객이 온라인에 게시한 지리적 태그 사진을 검색하기 시작했다. 최근 사진에서 코뿔소의 GPS 좌표를 사용하면 밀렵꾼들은 표적을 더 쉽게 찾고 죽일 수 있다.

## 현대 보존 전술

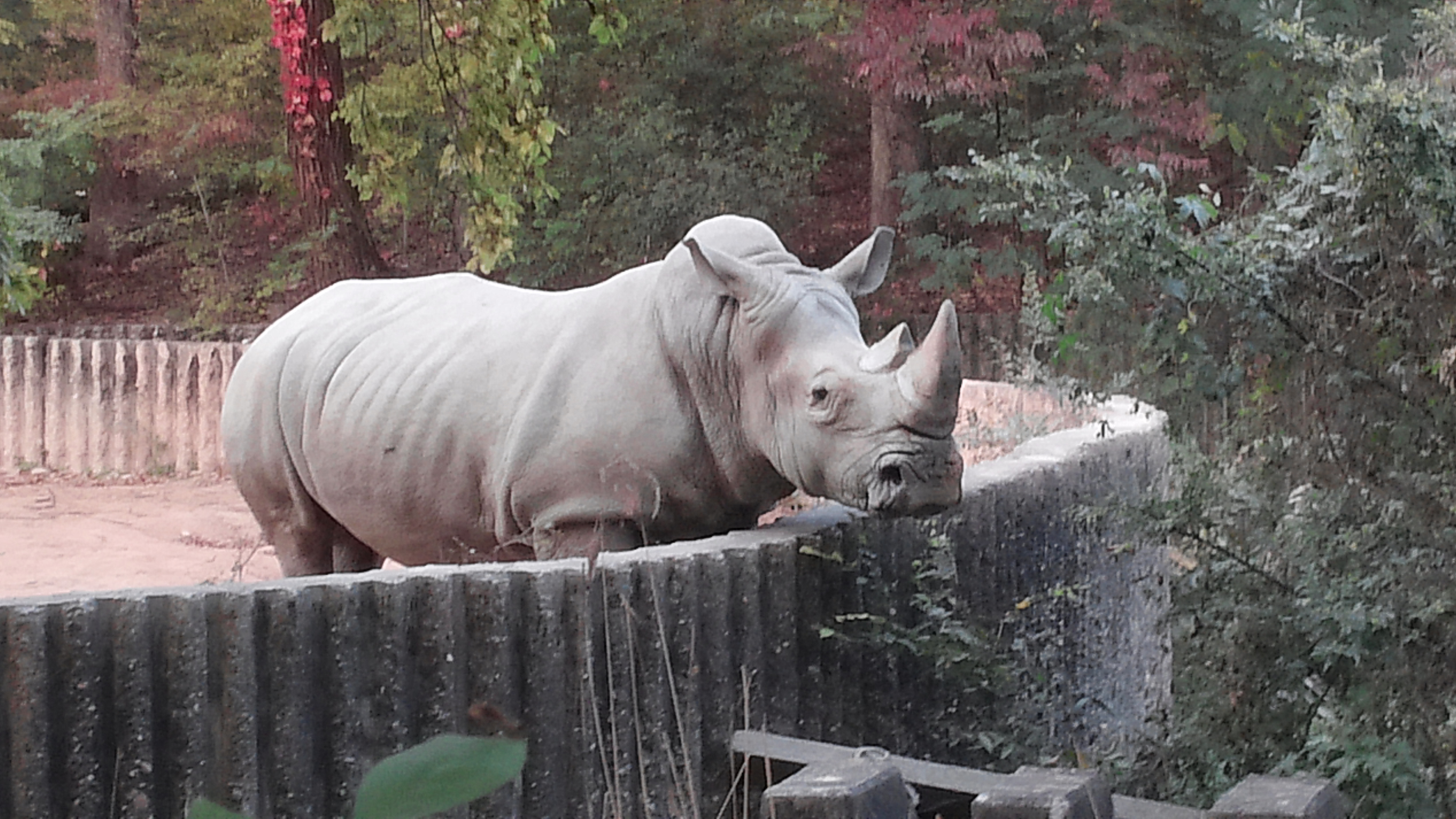
과천 서울대공원의 흰코뿔소

북부흰코뿔소는 전 세계에 이 코뿔소 중 단 두 마리만 포획된 상태로 남아 있는 것으로 알려져 있을 정도로 심각한 멸종위기에 처해 있다. 이 아종이 지구에서 사라지는 것을 막기 위해 여러 가지 보존 전술이 취해졌다. 아마도 이 코뿔소들의 가장 주목할 만한 보존 노력은 2009년 12월 20일, 체코의 드브부르크랄로베 동물원에서 케냐의 올페제타 보호구역으로 옮겨져 매일 지속적으로 관찰되고 있으며, 번식 가능성을 높이기 위해 적응한 기후와 식단을 제공한 것일 것이다.
북부흰코뿔소를 멸종위기에서 구하기 위해 올페제타 보호구역은 2014년 2월, 르와 야생동물 보호구역으로부터 비옥한 남부흰코뿔소를 도입할 것이라고 발표했다. 그들은 수컷 코뿔소를 두 암컷 북부흰코뿔소와 함께 우리에 넣어 아종을 교배시키기로 했다. 수컷 코뿔소와 두 마리의 암컷 코뿔소가 함께 있으면 암컷 코뿔소에 대한 경쟁이 치열해질 것으로 예상되었으며, 이론적으로는 더 많은 교미 경험이 있을 것이다. 올페제타 보호구역은 코뿔소 교미 소식을 발표하지 않았다.
2019년 8월 22일, 세포질내 정자 직접 주입술(ICSI)을 사용하여 파투와 나진의 난자가 소트와 수니의 정액을 사용하여 "성공적으로 수정"되었다. 수컷 수단의 정자는 그가 죽기 전에 채취되었으며 여전히 케냐에 남아 있다.  2019년 9월 11일, "두 개의 배아"가 생성되어 대리모 암컷에게 삽입될 때까지 냉동 상태로 보관될 것이라고 발표되었다. 2020년 1월 15일, "또 다른 배아"가 동일한 기술을 사용하여 만들어졌으며, 세 개의 배아 모두 "파투에서" 나온 것이라고 발표되었다.

## 사육
동물원에 있는 대부분의 흰코뿔소는 남부흰코뿔소이며, 2021년에는 전 세계적으로 1,000마리 이상의 남부흰코뿔소가 사육되고 있는 것으로 추정된다. 야생에서 잡힌 남부흰코뿔소는 적절한 공간과 먹이, 번식 연령대의 다른 암컷 코뿔소가 있는 경우 사육 상태에서 쉽게 번식할 수 있다. 그러나 현재 이해되지 않는 이유로 포획된 남부흰코뿔소의 번식률은 극히 낮다.
미국 캘리포니아주 샌디에이고에 위치한 샌디에이고 동물원 사파리 파크에는 북부흰코뿔소 두 마리가 있었는데, 그 중 한 마리는 야생에서 잡혔다. 2015년 11월 22일, 1989년부터 체코의 드브부르크랄로베 동물원에서 임대 중이던 놀라 (1974년생)라는 41세 암컷이 건강 악화를 겪은 후 안락사되었다. 2014년 12월 14일, 앙갈리푸라는 44세 수컷이 샌디에이고 동물원에서 노환으로 사망했다. 나머지 네 마리의 포획된 북부흰코뿔소는 케냐의 올페제타 보호구역에 대여되었으며, 두 마리만 생존해 있다. 암컷 나진과 파투는 여전히 생존해 있으며, 수컷 수니와 수단은 각각 2014년과 2018년에 사망했다. 북부흰코뿔소는 자연 서식지에서 분류군을 보호하기 위해 2009년에 드브부르크랄로베 동물원에서 올페제타 보호구역으로 옮겨졌다. 남은 유일한 북부흰코뿔소 두 마리는 케냐에서 24시간 무장 경비 하에 유지되고 있다.